# Fuchsmühle (Leinburg)
Fuchsmühle ist ein Gemeindeteil der Gemeinde Leinburg im Landkreis Nürnberger Land (Mittelfranken, Bayern). Fuchsmühle liegt in der Gemarkung Leinburg.

## Geografie
Die Einöde liegt im Nürnberger Reichswald und besteht nur aus einem Sägewerk, einem Wohnhaus und einer als Wasserwerk Krämersweiher bezeichneten Station der Nürnberger Wasserversorgung, die am nordwestlichen Ende des hier auslaufenden Ursprungtales liegt. Dieses Tal, östlich von Krämersweiher tief in den Reichswald eingeschnitten, dient seit 1885 der Wasserversorgung der Stadt Nürnberg. Der Haidelbach durchfließt das Gebiet von Ost nach West in zwei Strängen. Der nördliche Strang verläuft dabei durch die Fuchsmühle, wohingegen der südliche am Wasserwerk vorbeifließt und den von links einmündenden Ursprungbach (Ursprung) aufnimmt. Das umgebende Areal liegt in einer Exklave der Gemeinde Leinburg, das im Westen vom gemeindefreien Gebiet Brunn und im Osten vom gemeindefreien Gebiet Leinburg begrenzt wird. Ein Gebäude der Fuchsmühle wiederum liegt in einer Exklave im gemeindefreien Gebiet Brunn. Eine Gemeindeverbindungsstraße führt nach Leinburg zur Staatsstraße 2240 (1,9 km nordöstlich) bzw. die Bundesautobahn 3 unterquerend nach Brunn (2,5 km westlich).

## Geschichte
Mit dem Gemeindeedikt (frühes 19. Jahrhundert) wurde Fuchsmühle dem Steuerdistrikt Leinburg und der Ruralgemeinde Leinburg zugewiesen.

## Baudenkmäler
- Fuchsmühle 1: Portalplastik
- Wasserwerk Krämersweiher

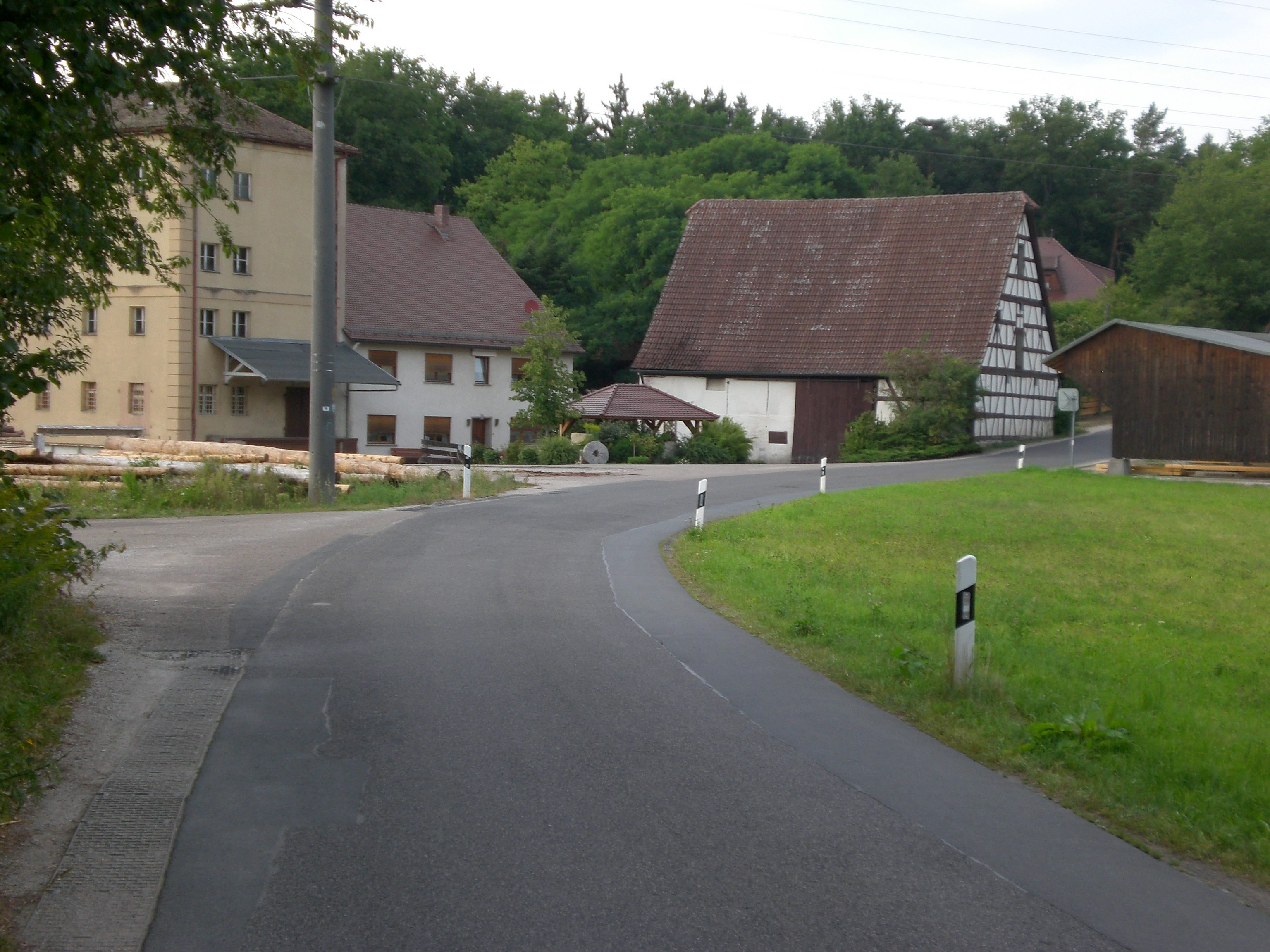
Die Fuchsmühle
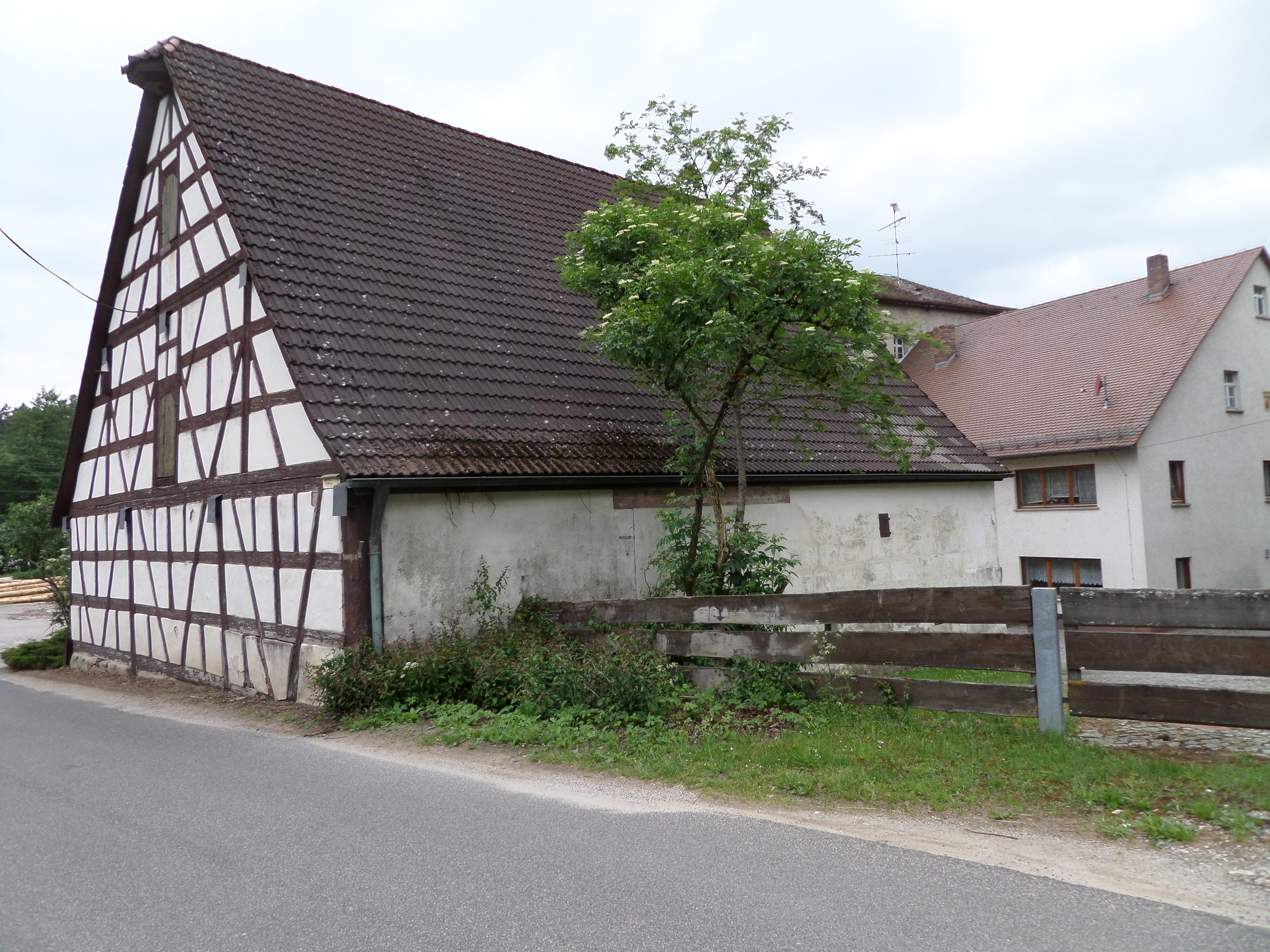
Fachwerkscheune
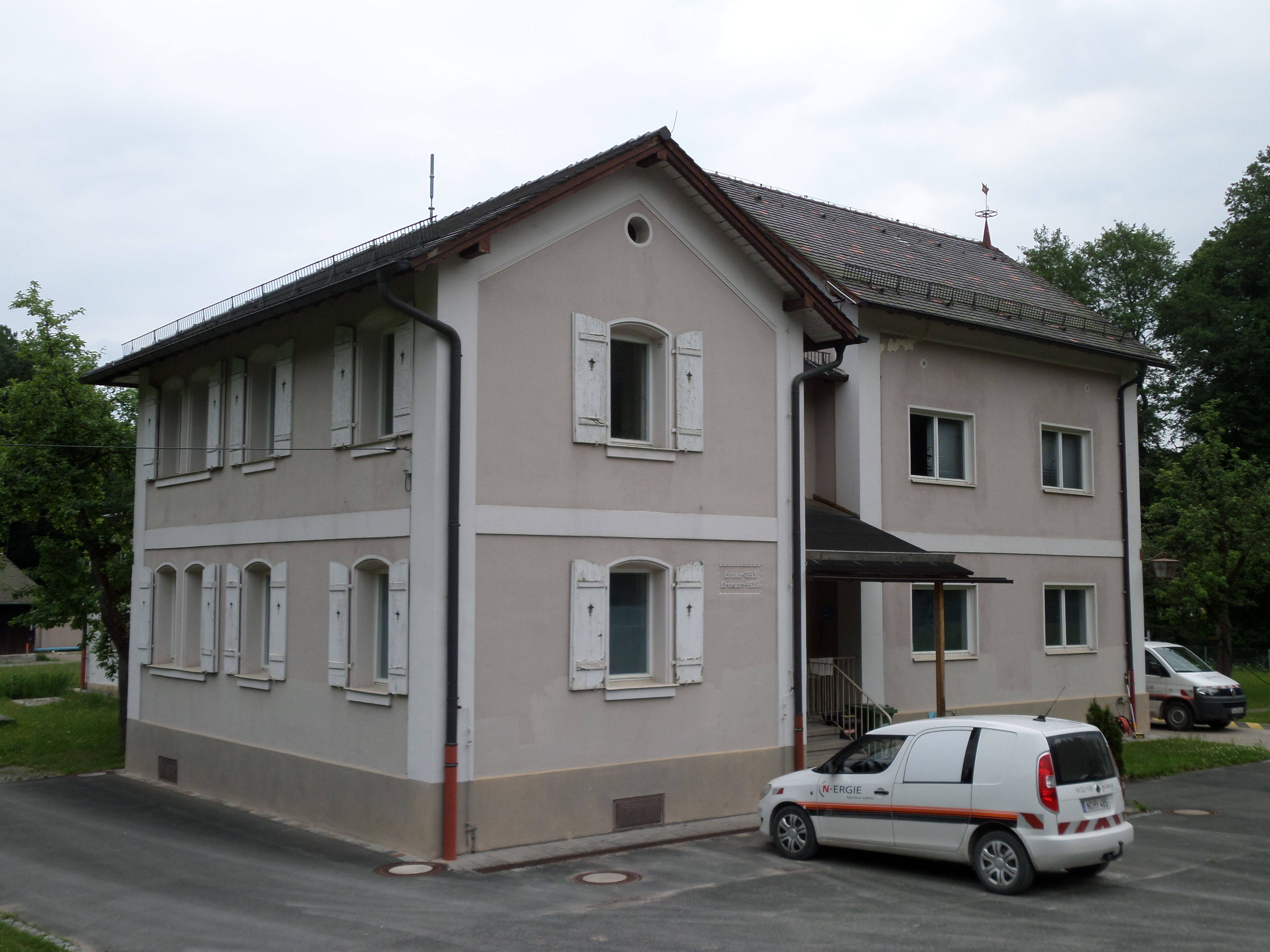
Wasserwerk Krämersweiher
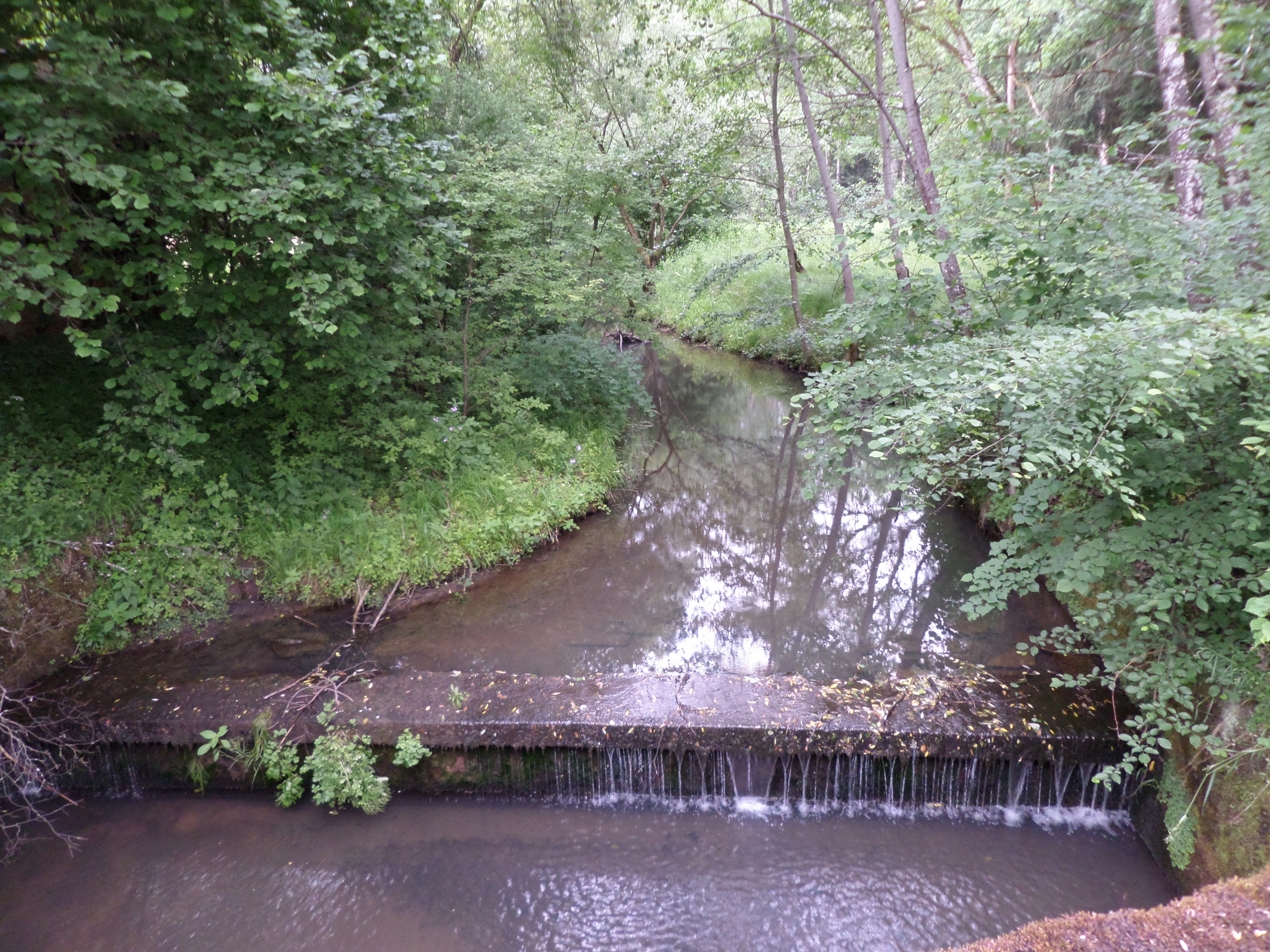
Haidelbach beim Wasserwerk Krämersweiher
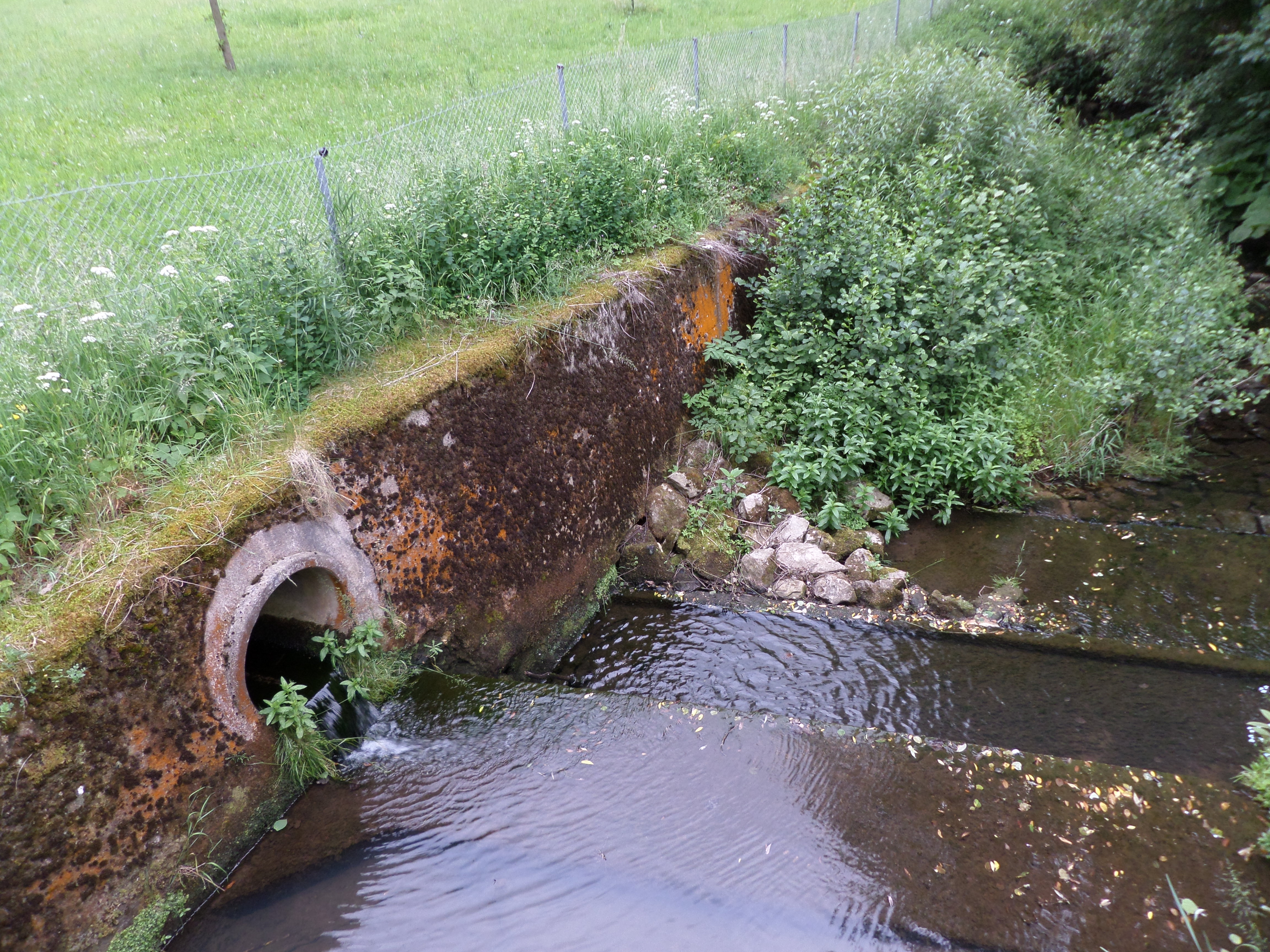
Mündung der Ursprung in den Haidelbach